# Факторович Павло Маркович
Факторович Павло Маркович (30.05.1881-16.07.1952) — відомий біолог, доктор медичних наук, професор.

## Біографічні деталі
Освіту отримував у європейських столицях (Франція, Італія, Німеччина), працював у Пастерівському інституті в Парижі.
У 1917 р. приїхав до Києва, де працював в Хіміко-бактеріологічному інституті. У 1925 р. — професор ДІНО та Інституту інженерів громадського харчування (Луганське). Протягом 1925–1930 рр. — одна з ключових персон в організації природничої (зокрема, біологічної) освіти в Луганському.
Після 1932 р. — професор біології Узбецької пед. академії (з 1932), завкафедрою біології й дарвінізму Узбецького державного університету (Самарканд, з 1947), завкафедрою біології Челябінського медінституту (нині — медакадемія). Наукова діяльність пов'язана з обміном мікроелементів в організмі та з вивченням історії біології.

## Окремі праці
- Recherches sur Ca decomposition de l alc ethyeigue. Paris 1905.
- Невидимые лучи и радиация. Киев «Сотрудник», 1919г.;
- Физико-химические основы жизни. Педагогический институт. Самарканд. — 1932 г.;
- Учебник биологии для Педагогических вузов. — Ташкент. — 1933г.;
- Изучение марганца и других элементов на организм. Труды Узбекского Государственного университета 1937г.;
- Очерки по истории медицины. — 1937;
- К вопросу о белковых нормах. Самарканд, 1938 г.
- Факторович П. М., Великий бухарский ученый Ибн-Сина (Авиценна), Самарканд, 1941